# Геннінґ Сиррінґгауз
Геннінґ Сиррінґгауз (англ. Henning Sirringhaus) — професор фізики електронних пристроїв Hitachi, голова групи мікроелектроніки та член групи оптоелектроніки в Кавендишській лабораторії. Він також є стипендіатом коледжу Черчилля Кембриджського університету.

## Освіта
Сиррінґгауз отримав освіту в Федеральній вищій технічній школі Цюриха, де здолбув ступінь бакалавра наук і доктора філософії з фізики. У 1995-1996 роках працював аспірантом Прінстонського університету.

## Дослідження
Сиррінґгауз проводить дослідження переносу заряду та спіну, а також фотофізики органічних напівпровідників та неорганічних напівпровідників, які оброблюються розчином, включаючи галоїдні перовскіти. Сиррінґгауз очолює активну дослідницьку групу з понад 30 членів, включаючи аспірантів і дослідників.

## Нагороди та відзнаки
Сиррінґгауз був обраний членом Королівського товариства в 2009 році.